# When the Spirits Moved
When the Spirits Moved è un cortometraggio muto del 1915 sceneggiato e diretto da  Al Christie. Prodotto dalla Nestor Film Company e distribuito dall'Universal Film Manufacturing Company, aveva come interpreti Eddie Lyons, Lee Moran, Victoria Forde e Harry L. Rattenberry.

## Produzione
Il film fu prodotto dalla Nestor Film Company di David Horsley.

## Distribuzione
Distribuito dall'Universal Film Manufacturing Company, il film - un cortometraggio in una bobina - uscì nelle sale cinematografiche statunitensi il 2 luglio 1915. Il 14 ottobre 1915, fu distribuito anche nel Regno Unito attraverso la Transatlantic (The Trans-Atlantic Film Co. Ltd.).